# Ko Willems
Pour les articles homonymes, voir Willems (homonymie).
Jacobus Matheus "Ko" Willems est un coureur cycliste néerlandais, né le 27 octobre 1900 à Amsterdam et mort le 28 septembre 1983 dans la même ville.

## Palmarès sur piste

### Jeux olympiques
- Paris 1924
  -  Champion olympique des 50 km

## Palmarès sur route
- 1921
  -  Champion des Pays-Bas sur route amateurs